# Taranucnus
Taranucnus es un género de arañas araneomorfas de la familia Linyphiidae. Se encuentra en la zona holártica. 

## Lista de especies
Según The World Spider Catalog 12.0:
- Taranucnus bihari Fage, 1931
- Taranucnus nishikii Yaginuma, 1972
- Taranucnus ornithes (Barrows, 1940)
- Taranucnus setosus (O. Pickard-Cambridge, 1863)